# Mierkuczewo (przystanek kolejowy)
Mierkuczewo (ros. Меркучево) – przystanek kolejowy pomiędzy miejscowościami Mierkuczewo i Griada, w rejonie wiaziemskim, w obwodzie smoleńskim, w Rosji. Położony jest na linii Lichosławl – Rżew – Wiaźma.